# 1853 ve fotografii
Tento článek obsahuje významné fotografické události v roce 1853.

## Události
- Ve Velké Británii byla založena Královská fotografická společnost, aby propagovala umění a vědu fotografie.
- Francouzský fotograf Adolphe-Alexandre Martin popsal vynález procesu ferrotypie.

## Narození v roce 1853
- 15. ledna – Charles-Édouard Hocquard, francouzský lékař, průzkumník a fotograf († 11. ledna 1911)
- 22. ledna – James Lafayette, irský fotograf († 20. srpna 1923)
- 24. února – Kate Pragnellová, britská portrétní fotografka průkopnice a majitelka firmy († 19. listopadu 1905)
- 7. dubna – Martial Caillebotte, francouzský fotograf, skladatel a filatelista († 16. ledna 1910)
- 4. května – Jens Hansen Lundager, australský fotograf, redaktor novin a politik dánského původu († 7. března 1930)
- 26. června – Frederick H. Evans, britský fotograf († 24. června 1943)
- 21. srpna – Henry Wellcome, americký podnikatel ve farmaceutickém průmyslu a archeolog, jako jeden z prvních použil letecké snímkování z draků na archeologickém nalezišti v Súdánu († 25. července 1936)
- 28. srpna – Ivan Karastojanov, bulharský fotograf († 4. června 1922)
- 1. října – John Claude White, britský inženýr, úředník a fotograf († 1918)
- 6. října – Francis Meadow Sutcliffe, anglický fotograf († 31. května 1941)
- 1. prosince – Hugues Krafft, francouzský fotograf a spisovatel († 10. května 1935)
- ? – Joaquim Augusto de Sousa, portugalský fotograf († 1905)
- ? – Gabriel Lekegian, arménský fotograf působící v Egyptě a na Středním východě († 1920)
- ? – George Da Costa, nigerijský fotograf († 1929)
- ? – Thea Nielsenová, norská fotografka, provozovala ateliéry ve městech Larvik, Porsgrunn, Drammen a Kristiania (27. května 1853 – 20. února 1917)
- ? – Helene Ingebergová, norská portrétní fotografka působící v Kristianii (10. července 1853 – 20. listopadu 1914)